# Pedro Pérez Delgado
Pedro Rafael Pérez Delgado (Ospino, Estado Portuguesa, Venezuela, 1875-Puerto Cabello, Venezuela, 7 de noviembre de 1924), conocido como Maisanta, fue un miliciano venezolano que luchó contra el gobierno del general Juan Vicente Gómez.

## Biografía
Hijo de Pedro Pérez Pérez y Josefa Delgado, desde joven tuvo un temperamento fuerte. Se destacó en la Batalla de La Mata Carmelera en 1898. Al año siguiente 1899 Cipriano Castro envía a Pedro Pérez Delgado a Sabaneta, como jefe civil y militar de la zona. Allí tuvo dos hijos naturales con Claudina Infante: Pedro y Rafael, este último padre de Elena Frías de Chávez. Además cuenta la historia que muy probablemente tuvo otros 5 hijos. Desde 1914 fue oficial de la dictadura de Juan Vicente Gómez, sin embargo deserta e inicia sus actividades guerrilleras en contra del gobierno de Juan Vicente Gómez. Por este hecho es prisionero en 1922 y muere encarcelado el 7 de noviembre de 1924 en el Castillo Libertador de Puerto Cabello a los 44 años de un síncope cardíaco, posiblemente por ingerir vidrio molido en la comida,[cita requerida] el 7 de noviembre de 1924, junto a su hijo Ramón Márquez.

## Legado
Según el expresidente Hugo Chávez y su hermano Adán Chávez, se les contó desde niños que Pedro Pérez Delgado sería su bisabuelo, aunque no existan pruebas legales de vínculo alguno. Maisanta es el nombre con el que se conoció Pedro Pérez Delgado, inmortalizado a través del libro del Dr. José León Tapia "Maisanta: El último hombre a caballo", pero en realidad, según narra el mismo libro la relación proviene de un grito de batalla para infundir valor en sus soldados en donde decía: "Mae Santa, que son bastantes". En los Llanos venezolanos se le llamaba Mae a las madres mientras que en el Oriente del país se les llama Mai, incluso en idioma originario.